# Xian de Mingshui
Le xian de Mingshui (明水县 ; pinyin : Míngshuǐ Xiàn) est un district administratif de la province du Heilongjiang en Chine. Il est placé sous la juridiction de la ville-préfecture de Suihua.

## Démographie
La population du district était de 336 649 habitants en 1999.